# Madeleine Scott
Madeleine Scott (Perth, 11 de fevereiro de 1993) é um nadadora paralímpica australiana com paralisia de Erb. Scott conquistou medalhas no Campeonato Mundial de Natação Paralímpica de 2015, nos Jogos da Commonwealth de 2014 e nas Paralimpíadas Rio 2016.